# Kai Otto Donner
Kai Otto Donner, född 19 augusti 1922 i Helsingfors, död 13 mars 1995 i Helsingfors, var en finländsk zoolog. Han var professor i zoologi vid Helsingfors universitet. Han invaldes 11 mars 1981 som utländsk ledamot av svenska Vetenskapsakademien. Han var son till Kai Donner och Margareta (Greta) von Bonsdorff och bror till Jörn Donner.